# Шатиришвили, Сопо
Сопо Шатиришвили (груз. სოფიკო შათირიშვილი; род. 15 января 1995) — грузинская легкоатлетка, специалистка по толканию ядра. Выступает за сборную Грузии по лёгкой атлетике с 2014 года, победительница первенств национального значения, призёрка ряда крупных международных турниров, участница летних Олимпийских игр в Токио.

## Биография
Сопо Шатиришвили родилась 15 января 1995 года. На соревнованиях представляла города Озургети и Тбилиси.
Впервые заявила о себе на международном уровне в сезоне 2014 года, когда вошла в состав грузинской сборной и выступила в Третьей лиге командного чемпионата Европы в Тбилиси, где в зачёте толкания ядра стала шестой.
В 2015 году заняла девятое место на Европейских играх в Баку.
В 2017 году толкала ядро на молодёжном европейском первенстве в Быдгоще, в финал не вышла.
В 2018 году выиграла серебряную медаль на чемпионате малых государств Европы в Шане, одержала победу на Мемориале Косанова в Алма-Ате.
В 2019 году превзошла всех соперниц на зимнем и летнем чемпионатах Грузии в Тбилиси, была четвёртой на чемпионате Балкан в помещении в Стамбуле, шестой во Второй лиге командного чемпионата Европы в Вараждине и на чемпионате Балкан в Правеце.
В 2020 году выиграла зимний чемпионат Грузии в Тбилиси.
В 2021 году вновь победила на зимнем и летнем чемпионатах Грузии по лёгкой атлетике, установив при этом личные рекорды в помещении и на открытом стадионе — 18,10 и 18,74 соответственно. Выполнив олимпийский квалификационный норматив (18,50), удостоилась права защищать честь страны на летних Олимпийских играх в Токио — на предварительном квалификационном этапе толкнула ядро на 15,31 метра, чего оказалось недостаточно для выхода в финал.
В 2022 году завоевала золотую награду на зимнем чемпионате Грузии в Тбилиси, была четвёртой на чемпионате Балкан в помещении в Стамбуле, восьмой на Кубке Европы по метаниям Лейрии. На летнем чемпионате Грузии в Тбилиси помимо толкания ядра выиграла ещё и метание диска, также получила серебро на чемпионате Балкан в Крайове, выступила на чемпионате Европы в Мюнхене.
В 2023 году толкала ядро на чемпионате Европы в помещении в Стамбуле, стала третьей на Кубке Европы по метаниям в Лейрии и на чемпионате Балкан в Кралево, одержала победу в третьем дивизионе командного чемпионата Европы в Хожуве.